# Comuna Zubra, Pustomîtî
Zubra (în ucraineană Зубра) este o comună în raionul Pustomîtî, regiunea Liov, Ucraina, formată din satele Horișnii și Zubra (reședința).

## Demografie
Componența lingvistică a comunei Zubra
     Ucraineană (98,77%)
     Alte limbi (0,31%)
Conform recensământului din 2001, majoritatea populației comunei Zubra era vorbitoare de ucraineană (98,77%), existând în minoritate și vorbitori de alte limbi.